# Stypandra
Stypandra R.Br. es un pequeño género de plantas perennes, rizomatosas, dentro de la familia Xanthorrhoeaceae. Sus especies son originarias de Australia y Nueva Caledonia.

## Especies
Algunas de las especies del género son:
- Stypandra glauca R.Br.
- Stypandra jamesii Hopper